# Micel

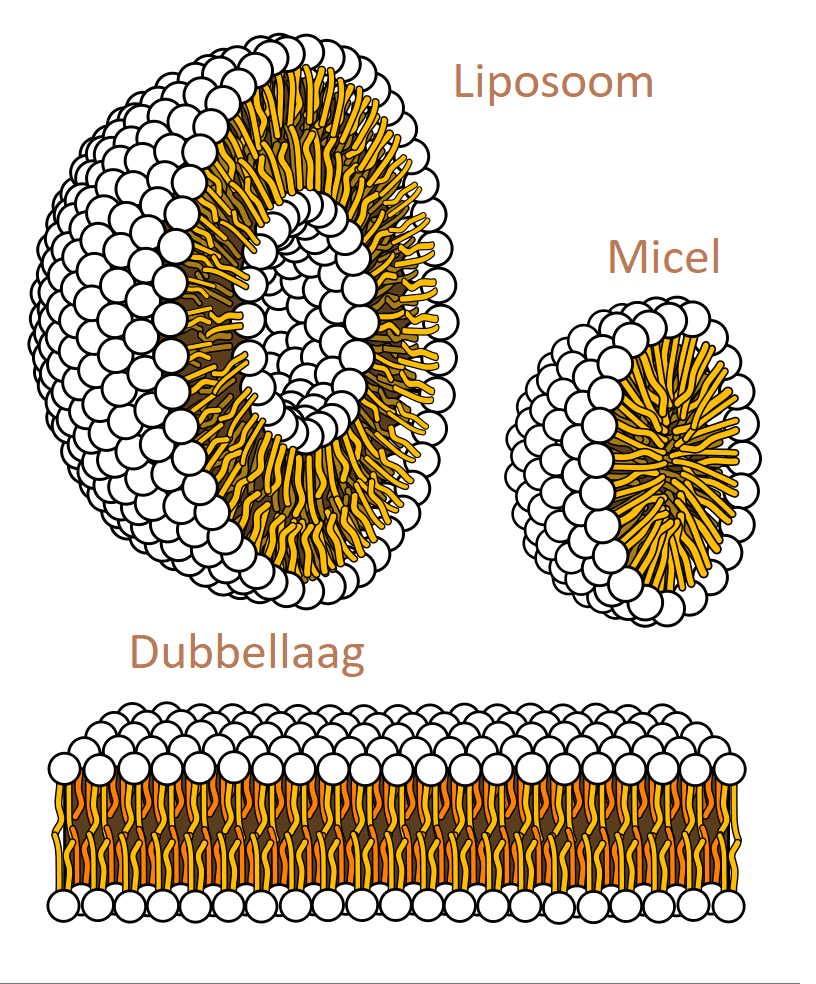
De drie hoofdstructuren die amfifiele verbindingen vormen in water; het liposoom (een gesloten dubbellaag), de micel en de lipidendubbellaag

Een micel is een microscopisch kleine structuur van een aantal moleculen van een oppervlakte-actieve stof in water. Oppervlakte-actieve stoffen zijn amfifiele verbindingen. Dat wil zeggen dat een deel van het molecuul hydrofiel is en een deel hydrofoob. Het hydrofobe deel bestaat meestal uit een lange koolwaterstofketen en vormt als het ware de staart van het molecuul. De kop is dan hydrofiel.
Wanneer oppervlakte-actieve stoffen blootgesteld worden aan water, zullen deze niet gelijkmatig in het water oplossen. De moleculen zullen zich bij een concentratie hoger dan de kritische micelconcentratie (CMC, critical micelle concentration) zodanig rangschikken, dat de hydrofobe staarten bij elkaar zullen gaan liggen en de hydrofiele koppen door watermoleculen omringd zullen worden. Hierdoor vormen de moleculen een bolletje met groottes variërend van enkele tot honderden nanometers. Ook cilindervormige micellen kunnen op deze wijze gevormd worden. In het centrale deel (de hydrofobe staarten) van een dergelijke micel kunnen ook andere hydrofobe stoffen gevangen worden, wat de vetoplossende werking van zeep verklaart.

## De vorm van een micel
De vorming van micellen kan worden verklaard vanuit de grensvlakken. Een amfifiel molecuul heeft een hydrofiel deel wat snel oplost in een hydrofiele fase door interacties als bijvoorbeeld waterstofbruggen. Het hydrofobe gedeelte vormt moleculair gezien een grensvlak waarbij er geen interacties zijn die de staart kunnen 'oplossen' in de hydrofiele fase; dit is een energetisch ongunstige situatie. Wanneer twee hydrofobe gedeeltes bij elkaar komen wordt netto gezien het oppervlak van het grensvlak verkleind waardoor er minder energie nodig is ten opzichte van de situatie waarin twee moleculen los van elkaar zijn opgelost. Deze winst van vrije energie drijft de vorming van de micellen. 
Een micel behoort tot een 3D nanopartikel (binnen de nanotechnologie). Dit betekend dat alle drie de dimensies (x, y, z) groter zijn dan 100 nm. Maar dat de verschillende compartimenten waaruit de micel opgebouwd is (voornamelijk fosforlipide) wel kleiner zijn dan 100 nm (in minstens één van drie dimensies ).  
Het woord micel is afgeleid van het Latijnse micella, van mica (korrel).